# Bức xạ bầu trời khuếch tán

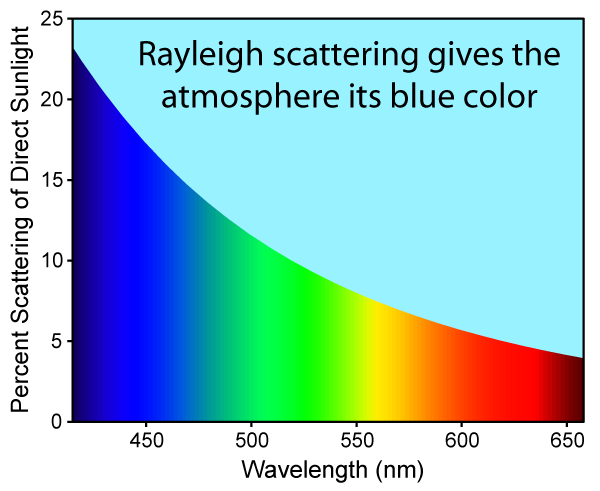
Trong khí quyển Trái Đất, hiệu suất tán xạ của ánh sáng xanh lam vượt trội hơn so với ánh sáng đỏ hay xanh lục. Sự tán xạ và hấp thụ là những nguyên nhân chủ yếu của sự suy giảm bức xạ Mặt Trời do khí quyển, và là nguyên nhân cho tại sao bầu trời ban ngày có màu xanh lam.

Phổ nhìn thấy được của bức xạ điện từ, khoảng từ 380 đến 740 nanomet (nm), cho thấy dải hấp thụ bởi nước và các vạch Fraunhofer của Mặt Trời. Phổ của bầu trời gồm các bước sóng xanh lam từ 450–485 nm.

Bức xạ bầu trời khuếch tán là bức xạ Mặt Trời tới bề mặt Trái Đất sau khi đã bị tán xạ khỏi chùm tia trực tiếp bởi các phân tử hoặc các hạt mịn trong khí quyển. Còn được gọi là bức xạ bầu trời, ánh sáng trời khuếch tán hay ngắn gọn là ánh sáng trời, nó là quá trình quyết định đến sự thay đổi các màu sắc của bầu trời. Xấp xỉ 23% trong tổng số bức xạ ánh sáng Mặt Trời tới trực tiếp bị loại bỏ khỏi chùm tia trực tiếp do tán xạ trong khí quyển; khoảng 2⁄3 lượng bức xạ tới này đến được bề mặt Trái Đất dưới dạng bức xạ photon bầu trời khuếch tán.
Các quá trình tán xạ bức xạ chủ yếu trong khí quyển là tán xạ Rayleigh và tán xạ Mie: đây là các tán xạ đàn hồi, nghĩa là một photon ánh sáng có thể bị lệch khỏi đường đi của nó mà không bị hấp thụ và thay đổi bước sóng.
Dưới một bầu trời âm u có nhiều mây che phủ, không có ánh sáng Mặt Trời trực tiếp và toàn bộ ánh sáng tới từ bức xạ bầu trời khuếch tán.

## Màu sắc bầu trời

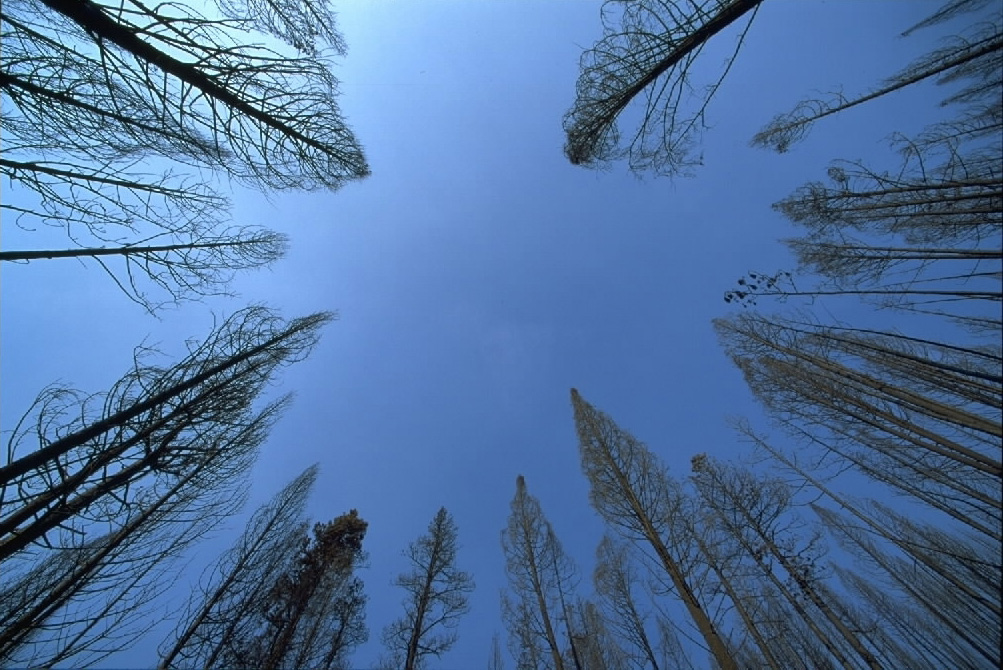
Một bầu trời ban ngày trong xanh, nhìn lên thiên đỉnh

Khí quyển Trái Đất tán xạ các ánh sáng bước sóng ngắn hiệu quả hơn so với các bước sóng dài. Bởi bước sóng của ánh sáng xanh lam ngắn hơn, nó bị tán xạ mạnh hơn so với các bước sóng ánh sáng đỏ hay xanh lục dài hơn. Vì vậy, kết quả là khi nhìn bầu trời ở phía không có ánh sáng Mặt Trời trực tiếp, mắt người nhận thấy bầu trời có màu xanh lam. Màu sắc nhận thấy được của bầu trời tương tự với hỗn hợp của một màu xanh lam đơn sắc (ở bước sóng 474–476 nm) trộn với ánh sáng trắng, tức là ánh sáng xanh lam không bão hòa. Sự giải thích màu xanh của bầu trời ban ngày của Rayleigh vào năm 1871 là một ví dụ nổi tiếng về áp dụng phân tích thứ nguyên để giải các vấn đề trong vật lý.
Tán xạ và hấp thụ là những nguyên nhân chủ yếu của suy giảm bức xạ Mặt Trời bởi khí quyển. Sự tán xạ thay đổi phụ thuộc theo một hàm của tỉ số giữa đường kính của hạt tán xạ (các hạt mịn trong khí quyển) và bước sóng của bức xạ tới. Khi tỉ số này nhỏ hơn 1/10, tán xạ Rayleigh xảy ra. (Trong trường hợp này, hệ số tán xạ thay đổi tỉ lệ nghịch với lũy thừa bậc 4 của bước sóng. Với các tỉ số lớn hơn, sự tán xạ phụ thuộc theo một cách phức tạp hơn, được mô tả đối với các hạt hình cầu bởi thuyết Mie.) Các định luật của quang hình học bắt đầu được áp dụng với các tỉ số cao hơn.
Hàng ngày tại những nơi trên địa cầu chứng kiến Mặt Trời mọc hoặc lặn, phần lớn các tia nhìn thấy được từ Mặt Trời tới gần tiếp tuyến với bề mặt Trái Đất. Vì vậy đường truyền của ánh sáng Mặt Trời qua khí quyển bị kéo dài đi, nói cách khác là ánh sáng Mặt Trời phải xuyên qua một lớp khí quyển dày hơn để đến nơi quan sát. Điều này làm cho hầu hết các bước sóng ngắn màu xanh lam hoặc xanh lục bị tán xạ khỏi đường truyền trực tiếp. Hiện tượng này làm cho các tia trực tiếp từ Mặt Trời và các đám mây chúng chiếu sáng mang chủ yếu một màu sắc từ cam tới đỏ, khi ta xem Mặt Trời mọc hay lặn.

Trong trường hợp Mặt Trời ở gần thiên đỉnh (lúc giữa trưa), bầu trời có màu xanh do sự tán xạ Rayleigh, điều này liên quan đến tán xạ bởi các phân tử khí lưỡng nguyên tử N
2 và O
2. Vào lúc Mặt Trời lặn và đặc biệt là lúc chạng vạng, sự hấp thụ bởi lớp ozone (O
3) đóng góp quan trọng vào sự duy trì màu xanh lam của bầu trời chiều tối.

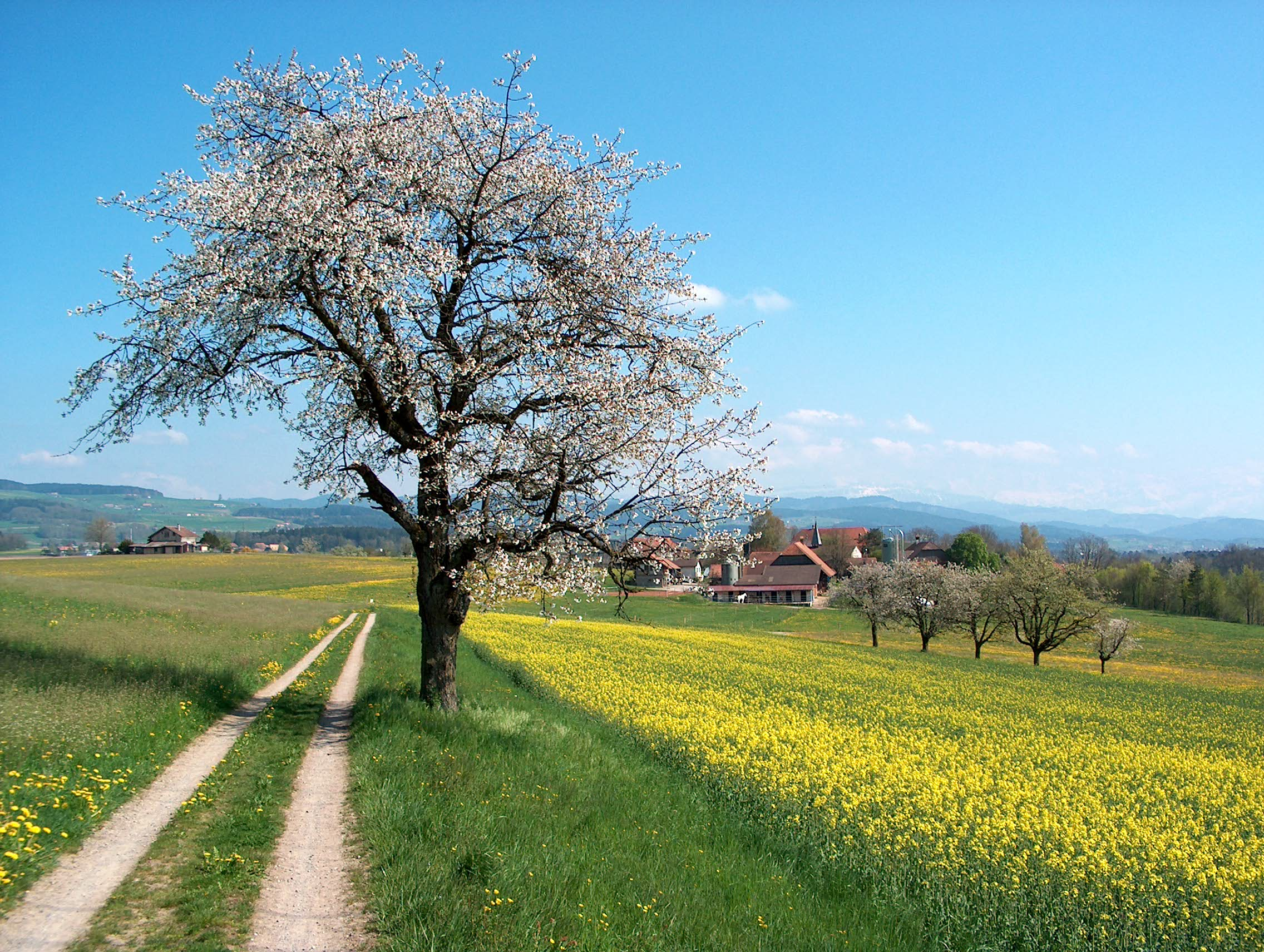
Tán xạ Rayleigh làm cho bầu trời ban ngày có màu xanh
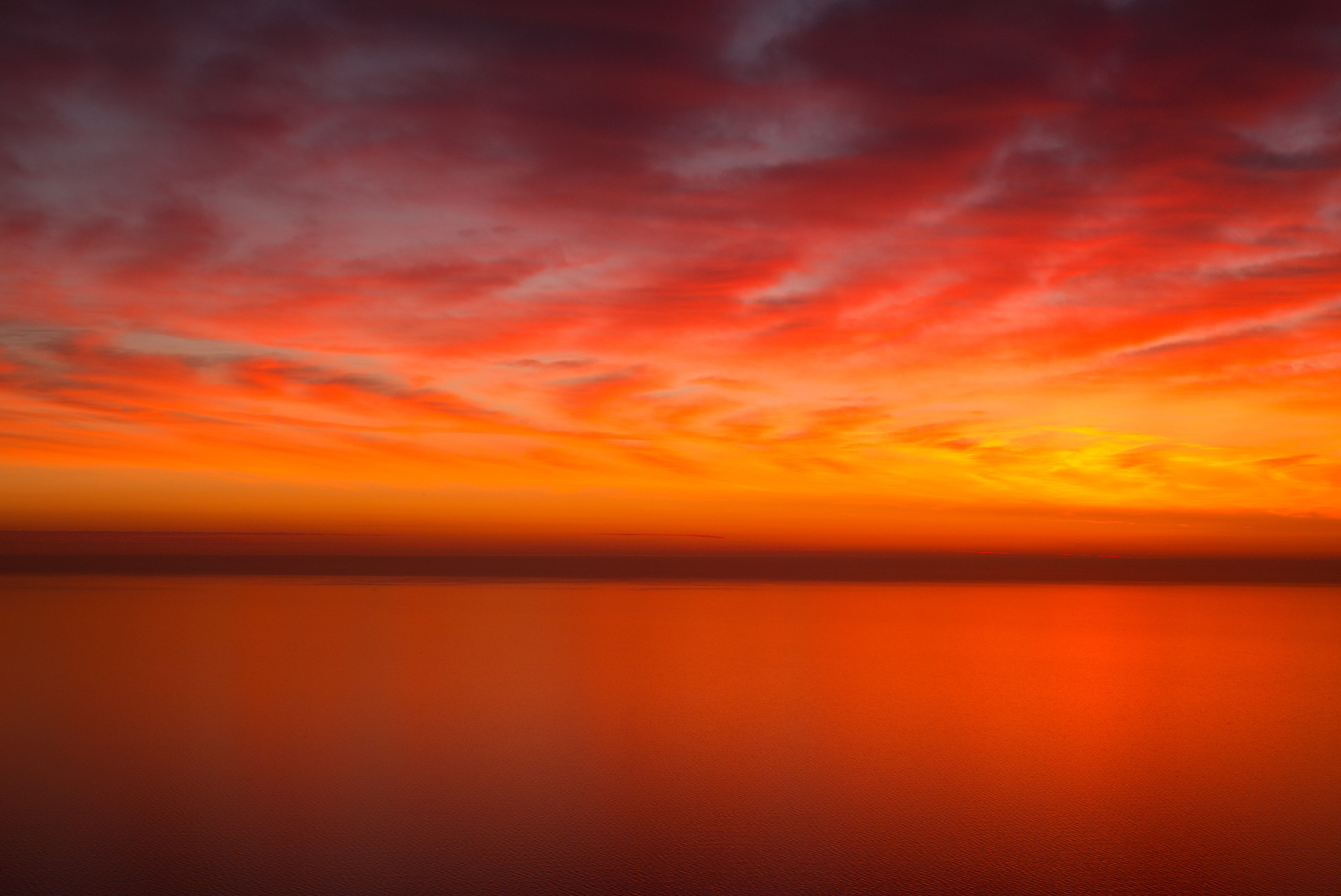
Lúc Mặt Trời mọc, bầu trời mang một sắc đỏ rực rỡ phản chiếu từ các đám mây. Ảnh chụp tại hồ Michigan.
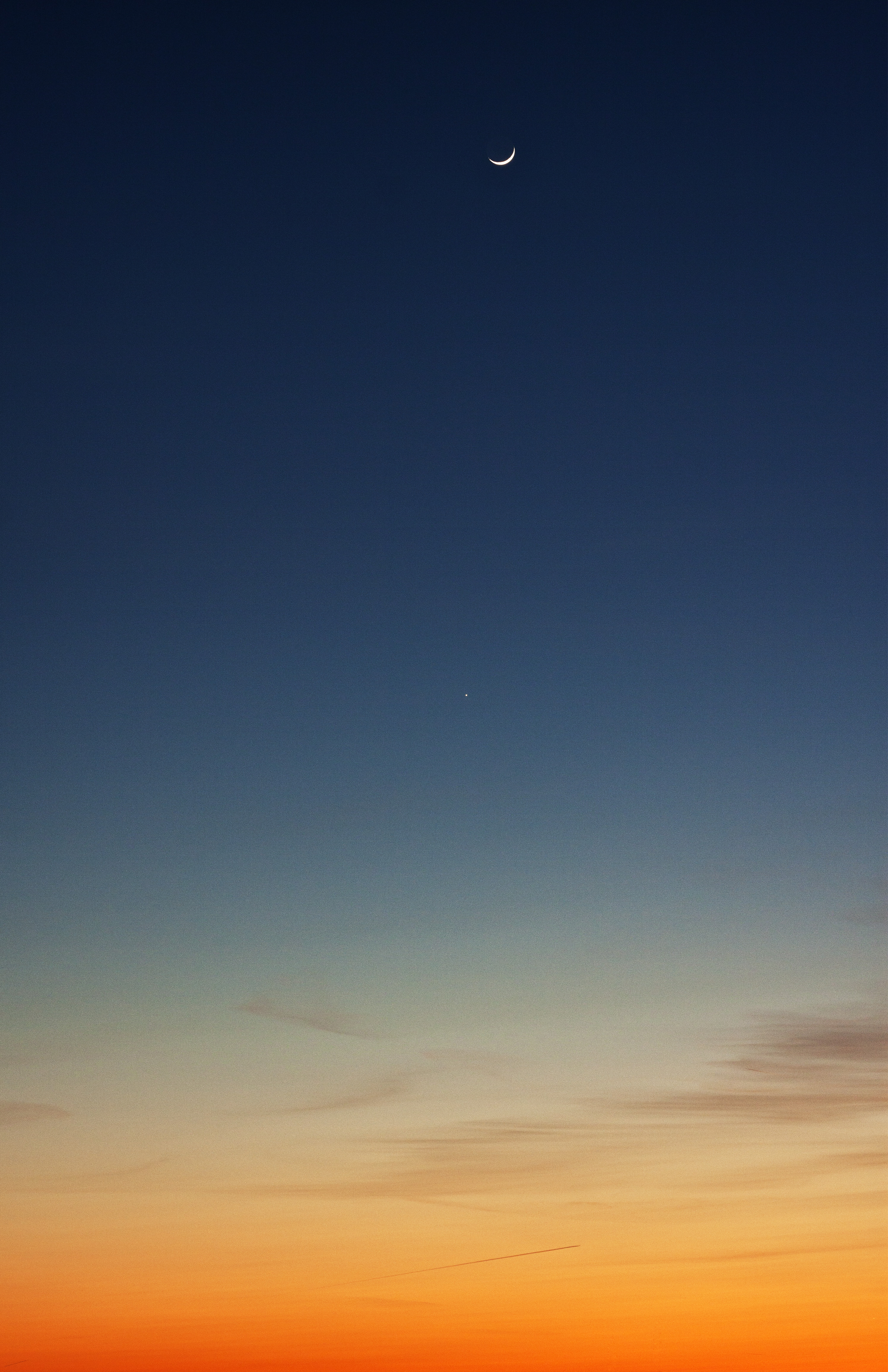
Bầu trời phía Tây lúc chạng vạng sau khi Mặt Trời lặn, vào giờ xanh. Màu xanh thẫm của phần bầu trời phía trên là do sự hấp thụ Chappuis.
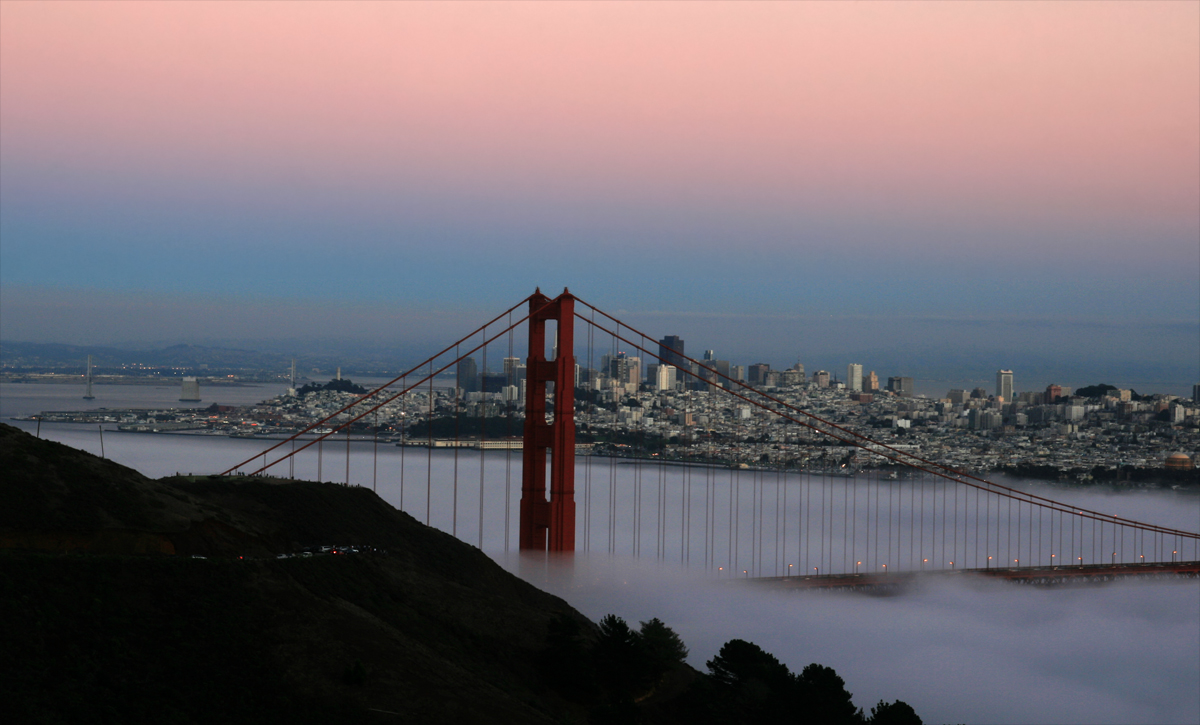
Các màu sắc chân trời lúc chạng vạng: vành đai sao Kim (màu hồng) và bóng của Trái Đất (màu xanh tối).

## Sự phân cực của ánh sáng bầu trời
Ban ngày, nếu ta nhìn bầu trời theo một phương tạo thành một góc α với phương của Mặt Trời, thì bức xạ càng bị phân cực khi phương quan sát di chuyển ra xa phương của Mặt Trời. Phương tán xạ ưu thế vuông góc với phương của Mặt Trời và tại phương đó độ phân cực ánh sáng do tán xạ Rayleigh là:
{\displaystyle P={\frac {\sin ^{2}\alpha }{1+\cos ^{2}\alpha }}}
Vì tán xạ Rayleigh chiếm ưu thế, nên do đó ánh sáng trời tới từ phương vuông góc (90°) với phương của Mặt Trời gần như phân cực hoàn toàn. Tán xạ Rayleigh tỷ lệ nghịch với lũy thừa 4 của bước sóng, nó tạo ra ánh sáng xanh lam, sự phân cực của ánh sáng này đôi khi được khai thác trong nhiếp ảnh để có được bầu trời xanh sâu hơn. Một số côn trùng cũng có thể nhận biết sự phân cực của ánh sáng và sử dụng điều này để định hướng vị trí của Mặt Trời.

## Dưới bầu trời nhiều mây

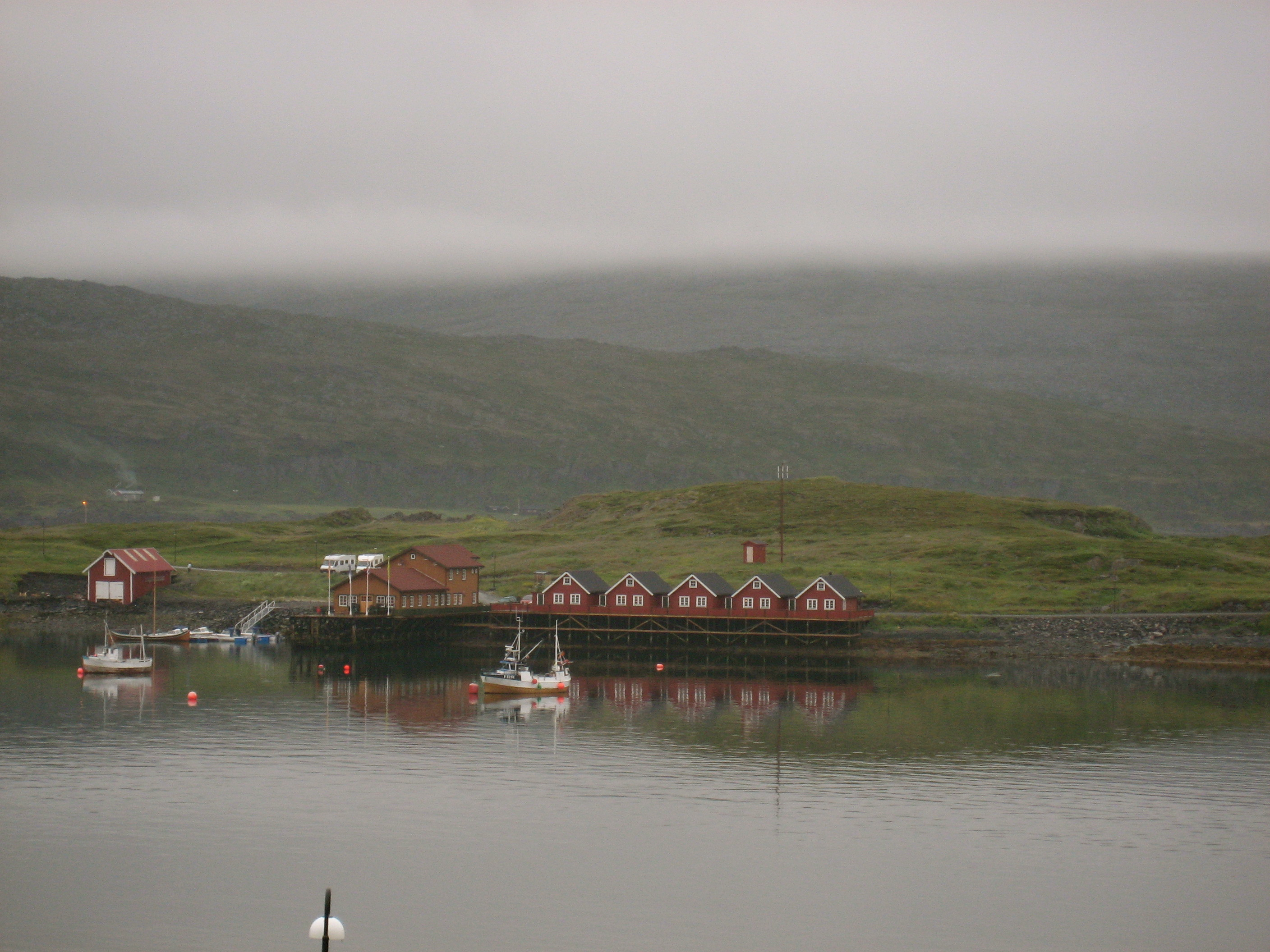
Một bầu trời âm u ở Mehamn, Na Uy

Không có ánh sáng Mặt Trời trực tiếp dưới một bầu trời âm u với nhiều mây che phủ, vì vậy toàn bộ ánh sáng ban ngày tới từ bức xạ bầu trời khuếch tán. Thông lượng ánh sáng không phụ thuộc nhiều vào bước sóng vì các hạt nước trong đám mây to hơn so với bước sóng ánh sáng và tán xạ mọi màu sắc xấp xỉ như nhau. Ánh sáng truyền qua các đám mây mờ đục theo cách thức tương tự như khi truyền qua các tấm kính mờ. Cường độ ánh sáng khuếch tán trong khoảng (xấp xỉ) từ 1⁄6 của ánh sáng trực tiếp đối với các đám mây khá mỏng, xuống tới 1⁄1000 của ánh sáng trực tiếp khi dưới các đám mây bão dày nhất.

## Bầu trời đêm
Bầu trời đêm thiếu đi các loại bức xạ Mặt Trời (không kể ánh phản chiếu của Mặt Trăng). Do đó, nó tối đen, cho phép quan sát hàng nghìn ngôi sao lấp lánh trên bầu trời (sự lấp lánh của các sao là do các nhiễu động khúc xạ trong khí quyển). Các ngôi sao vẫn luôn hiện diện vào ban ngày (những ngôi sao sáng nhất có thể thấy bằng kính thiên văn ban ngày), nhưng không thể nhìn thấy được vì Mặt Trời và ánh sáng khuếch tán ban ngày quá sáng.
Bầu trời ban đêm ở một vài nơi còn có thể có những màu sắc rực rỡ đến từ cực quang, các ánh khí hay ánh sáng hoàng đạo.
Nghịch lý Olbers về bầu trời đêm nêu một sự mâu thuẫn, giả sử có một vũ trụ tĩnh và vô hạn, bầu trời đêm không thể tối đen vì hướng nào cũng có ánh sáng từ vô số vì sao.
Hiện nay, do ô nhiễm ánh sáng đô thị, nhiều nơi trên Trái Đất không còn được chứng kiến bầu trời đêm tối đích thực, hạn chế các quan sát thiên văn. Sự chiếu sáng đô thị mạnh tạo ra những loại tán xạ trên bầu trời được gọi là skyglow, lấn át các ánh sao và dải Ngân Hà.

## Là một phần của tổng bức xạ

Các màu của bầu trời tương ứng với nhiệt độ màu của bức xạ vật đen

Một phương trình cho bức xạ Mặt Trời toàn phần là:
{\displaystyle H_{t}=H_{b}R_{b}+H_{d}R_{d}+(H_{b}+H_{d})R_{r}}
trong đó Hb là độ chiếu xạ của chùm bức xạ tới, Rb là hệ số chiếu xiên cho chùm bức xạ tới, Hd là độ chiếu xạ của bức xạ khuếch tán, Rd là hệ số chiếu xiên cho bức xạ khuếch tán, và Rr là hệ số chiếu xiên cho bức xạ phản xạ.
Rb được cho bởi công thức:
{\displaystyle R_{b}={\frac {\sin(\delta )\sin(\phi -\beta )+\cos(\delta )\cos(h)\cos(\phi -\beta )}{\sin(\delta )\sin(\phi )+\cos(\delta )\cos(h)\cos(\phi )}}}
ở đây δ là xích vĩ của Mặt Trời, Φ là vĩ độ, β là góc so với chân trời và h là góc giờ của Mặt Trời.
Rd được cho bởi:
{\displaystyle R_{d}={\frac {1+\cos(\beta )}{2}}}
và Rr tính theo:
{\displaystyle R_{r}={\frac {\rho (1-\cos(\beta ))}{2}}}
với ρ là độ phản xạ của bề mặt.

## Hiệu quả trong nông nghiệp

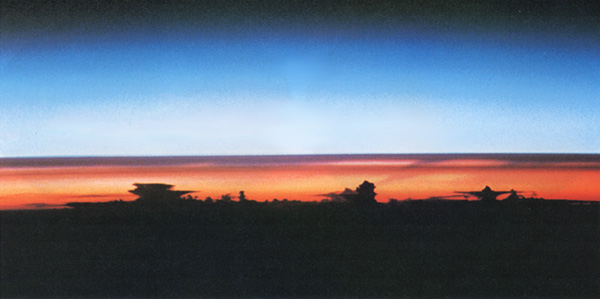
Một bức ảnh từ tàu vũ trụ (nhiệm vụ STS-43) của bầu trời vùng Nam Phi vào ngày 8 tháng 8, 1991, cho thấy các lớp mây sol khí từ Pinatubo (các dải tối) trên các lớp mây thường bên dưới.

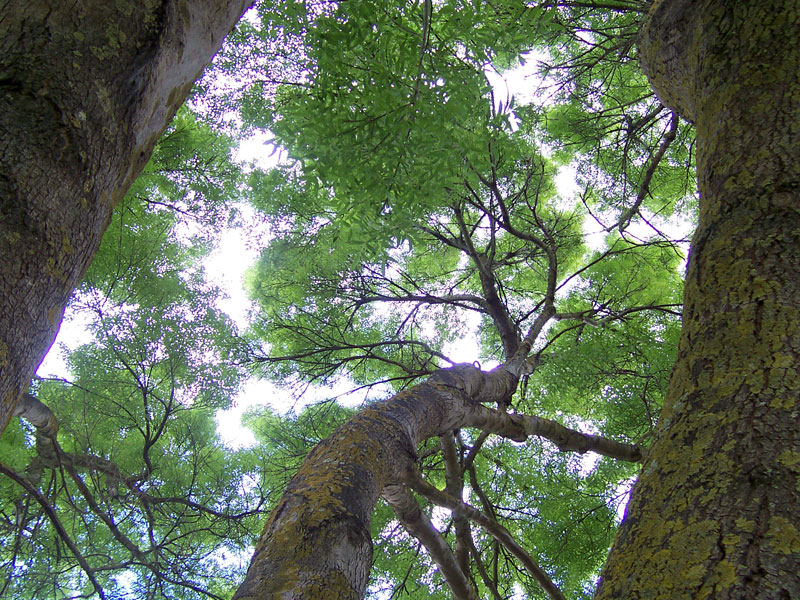
Khi trời nhiều mây, lá cây ở phần dưới tán được chiếu sáng bởi ánh sáng mềm khuếch tán từ bầu trời, cho phép quang hợp ở dưới tán.

Dựa trên các phân tích về hậu quả của sự phun trào núi lửa Pinatubo ở Philippines (vào tháng 6 năm 1991) và một số nghiên cứu khác: Ánh sáng bầu trời khuếch tán, nhờ các đặc tính riêng của nó, có thể chiếu sáng tới các lá cây dưới tán, cho hiệu suất quang hợp hiệu quả hơn so với trường hợp ánh sáng Mặt Trời trực tiếp; bởi vì với bầu trời hoàn toàn quang mây với nhiều ánh sáng trực tiếp, bóng của tán cây bên trên sẽ che mất những chiếc lá bên dưới, và vì vậy giới hạn sự quang hợp của cây xanh chỉ ở phần tán trên.
Khi Pinatubo phun trào, nhiều nhà khoa học đã dự đoán rằng các lớp mây khói của núi lửa sẽ ảnh hưởng tiêu cực đến sản xuất nông nghiệp toàn cầu, do chúng dẫn đến sự suy giảm của nhiệt độ và bức xạ Mặt Trời trực tiếp (giảm tới 30%) chiếu xuống mặt đất. Nhưng thật đáng ngạc nhiên, trên thực tế một sự gia tăng sản lượng nông nghiệp và phát triển lâm nghiệp toàn cầu và trong 3-4 năm tiếp theo đã được chứng kiến. Các nghiên cứu tiếp theo đã được triển khai để giải thích điều này, và họ đã tìm ra rằng chính sự suy giảm bức xạ trực tiếp hóa ra lại là cơ chế của sự phát triển mạnh mẽ này của cây xanh, vì kèm theo đó là sự chiếm ưu thế hơn của bức xạ khuếch tán, loại ánh sáng có thể dễ tiếp cận đến toàn bộ các lá cây hơn.

## Trên các hành tinh khác

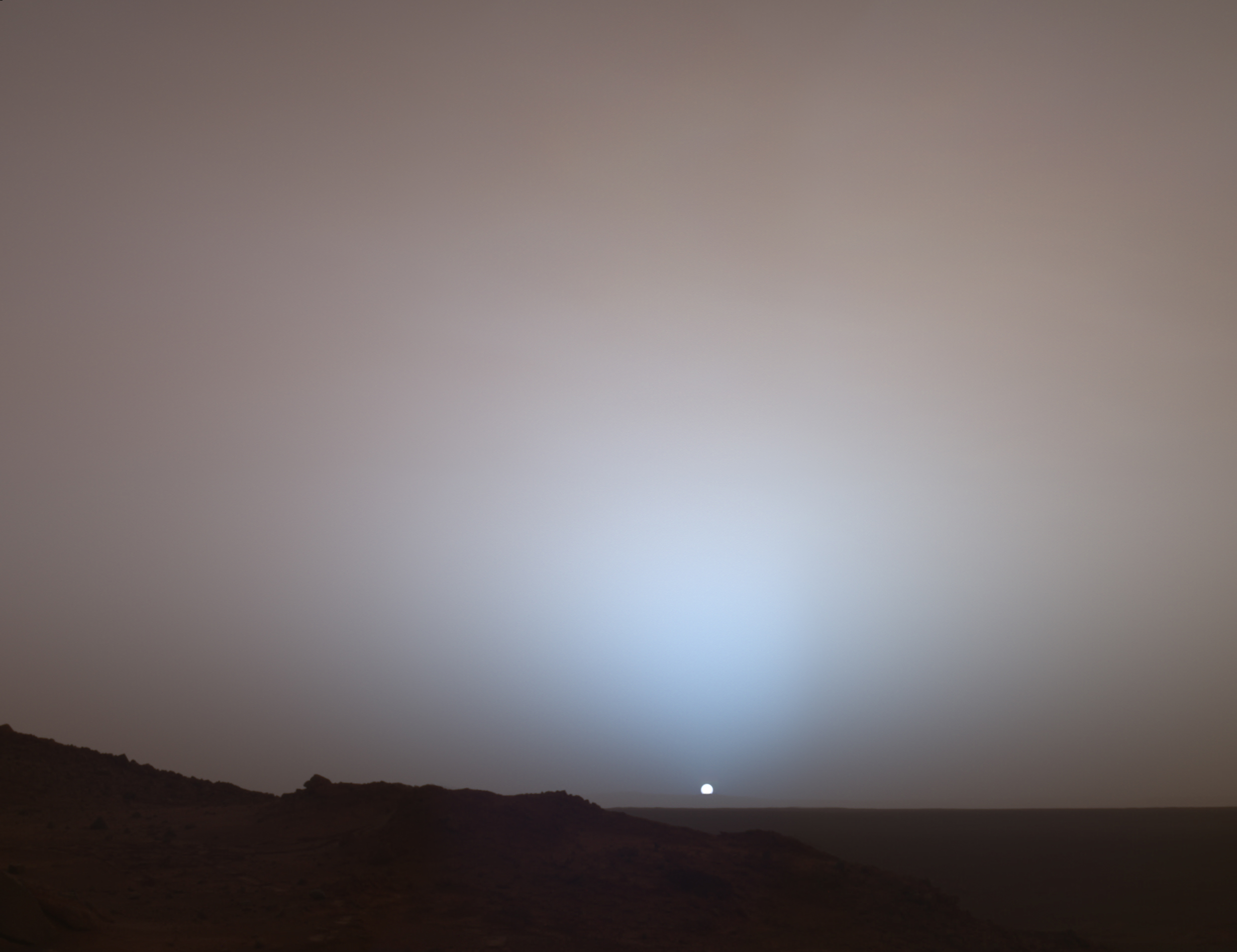
Mặt Trời lặn trên Sao Hỏa, ảnh chụp từ xe tự hành Spirit ở hố Gusev.

Bầu trời trên Sao Hỏa có màu đỏ hồng, các bức ảnh từ các tàu thăm dò hiện đại cho thấy điều này. Màu sắc này là do gió lốc bụi cuốn các hạt vật chất trên bề mặt lên khí quyển, sự tán xạ làm cho bầu trời có sắc đỏ. Vào lúc Mặt Trời mọc và Mặt Trời lặn, bầu trời Sao Hỏa cũng đổi màu như ở Trái Đất, nhưng màu sắc của nó trở nên ít đỏ hơn.
Bầu trời trên Sao Kim, theo các tàu thăm dò của Liên Xô những năm 1980, có một màu đỏ-cam.